# Андреев, Виктор Андреевич
Андреев Виктор Андреевич (10.07.1936 — 21 декабря 2001, Чебоксары) — советский тяжелоатлет; чемпион Украины 1964, СССР 1966, рекордсмен мира в жиме в тяжелом весе (+90 кг) — 198 и 198,5 в 1965. Мастер спорта СССР по тяжёлой атлетике.

## Биография
Родился в д. Айгиши Вурнарского района Чувашской АССР. В пятилетнем возрасте Виктор остался без отца. Учился в Алгазинской неполной средней школе, в Калининской средней школе. Без отрыва от производства окончил историко-филологический факультет Чувашского государственного университета и агро-экономический факультет сельскохозяйственного института.
Заниматься тяжелой атлетикой начал, проходя службу в армии. Регулярно начал тренироваться в 1961, выполнил норматив мастера спорта в категории 90 кг. С 1963 выступал в тяжелом весе. В начале 1960 переехал на Украину, в Лисичанск.
В 1963 в июле он занял 4-е место на III Спартакиаде народов СССР, летом 1964 занял 2-е место на чемпионате СССР в Киеве, уступив Леониду Жаботинскому и войдя в символический «Клуб 500» — 502,5 кг. В ноябре победил на чемпионате Украины — 525 кг.
19 марта 1965 победил многих тяжеловесов на международном «Кубке дружбы» в Москве с отличной суммой троеборья — 537,5 кг.
28 апреля 1965, выступая в Алуште, выжал 198 кг, побив мировой рекорд (Юрия Власова). Через полмесяца, выступая на чемпионате СССР в Ереване на 0,5 кг улучшил мировой рекорд −198,5. В сумме троеборья снова был вторым после Л. Жаботинского. В составе команды СССР выступал на чемпионате Европы в Софии, но получил «баранку» в жиме на весе 180 кг. Осенью 1965 вернулся на родину в Чебоксары.
В мае 1966, в Новосибирске, впервые стал чемпионом СССР. В декабре в Ашхабаде стал победителем Кубка СССР. В апреле 1967 снова победил на «Кубке дружбы» в Тбилиси — 547,5(190+152, 5+205). Этот результат вывел В.Андреева на третье место в мировой истории. Впереди были только Ю.Власов И Л.Жаботинский — 580 и 572,5.
Закончил карьеру в 1968 по настоянию врачей из-за сердечного приступа. Умер В. А. Андреев от инфаркта в декабре 2001.

## Семья
Дети В.Андреева — Виктор и Ольга — успешно занимались тяжелой атлетикой.